# Jacques Aumont
Pour les articles homonymes, voir Aumont.
Jacques Aumont est un critique de cinéma et universitaire français, né le 25 février 1942 à Avignon. Il a enseigné à l'université Sorbonne Nouvelle - Paris 3, à l'École des hautes études en sciences sociales et à l'École nationale supérieure des beaux-arts.

## Biographie
Jacques Aumont est né le 25 février 1942. Il a fait des études secondaires à Lyon, ainsi qu’une classe préparatoire  au lycée du parc, toujours à Lyon. À la suite, il a été élève de l’École Polytechnique (1960-62) et de l’École Nationale Supérieure des Télécommunications (1963-65).
Il a été ingénieur à l’O.R.T.F., d’abord (1965-67) au Service du plan, chargé de l’implantation des réémetteurs de télévision, puis (1967-70) au Service de la Recherche dirigé par Pierre Schaeffer, où il a été responsable du secteur image. Parallèlement, il entra à la rédaction des Cahiers du cinéma (en octobre 1967), où il écrivit comme critique jusqu’à 1974.
En 1970, il quitta l’O.R.T.F. pour se consacrer à plein temps aux Cahiers du cinéma comme administrateur. À la même date, il commence, au tout nouveau Département d’Études cinématographiques de l'Université Paris-3 Sorbonne Nouvelle, une carrière d’enseignant qui devait durer quarante ans. Il fut d’abord enseignant vacataire, à Paris-1 et Paris-3, puis Assistant à Lyon-2 (1976), et revint en 1983 à Paris-3, où il devint Maître de conférences, puis Professeur, et où il resta jusqu’à sa retraite en 2009. Il a également enseigné dans plusieurs universités étrangères, comme professeur invité (Berkeley, 1980, Iowa City, 1981 et 2000, Madison, 1984, Montréal, 2009). En 1995, il a été élu Directeur d’études (cumulant) à l’École des hautes études en sciences sociales. Il a été fellow de l'Internationales Kolleg für Kulturtechnikforschung und Medienphilosophie (IKKM), de Weimar (2009-2010), et membre du comité scientifique de cet Institut (2011-16).
Jacques Aumont fut de la toute première génération d’enseignants « de cinéma » dans l’université française, et avec ses collègues de Paris-3 (notamment Michel Marie, Roger Odin, Marc Vernet), il a beaucoup œuvré pour la reconnaissance institutionnelle de ces études, pour la rationalisation des cursus, et pour le développement de la recherche. Il a dirigé le DEA de cinéma (1994-2005) puis la formation doctorale (2005-2009) à Paris-3, et il a exercé de très nombreuses responsabilités pédagogiques et administratives.
Parmi ses autres fonctions et travaux, on peut noter surtout la création puis la direction du Collège d’Histoire de l’Art Cinématographique, abrité par la Cinémathèque française. Jacques Aumont y organisa, durant près de vingt ans (1991-2008) des programmes de conférences, la plupart édités en recueil par la suite. Il a également siégé dans plusieurs jurys de festivals de films. Enfin, il a été dix ans enseignant à l’École Nationale Supérieure des Beaux-Arts de Paris (2008-2017), où il a donné un séminaire de 5e année.
Il est marié à la cinéaste Lyang Kim. Il publie, début 2022, un texte autobiographique : Mes universités.

## Travaux
Sa pensée et ses analyses, rigoureuses et exprimées avec séduction, ont eu un impact certain sur l'étude théorique du cinéma, au-delà même des frontières hexagonales. Son travail intellectuel, commencé dans le cadre d’une revue de critique de cinéma, a pris forme rationnelle à partir du moment où il devint enseignant, puis universitaire. Sa connaissance de la langue russe lui a permis de diriger la traduction française (six volumes) d’une sélection d’écrits d’Eisenstein (dont les Mémoires). Il mit ce travail à profit pour sa thèse de doctorat, Montage Eisenstein (1978), qui effectue une mise en perspective du système théorique de l’intellectuel brillant et désordonné qu’était Eisenstein, appuyée sur une attention analytique à la lettre des textes filmiques.
Ce travail annonce la préoccupation essentielle d’Aumont durant deux décennies : une approche de l’esthétique du film donnant toute sa place à la puissance propre de l’image. La première manifestation importante de ce souci fut L’Œil interminable (1989) qui, à une époque de doute sur l’avenir du cinéma comme art, faisait le point sur sa place dans les arts figuratifs. La question de la figure est ancienne en esthétique, et la visée propre du travail d’Aumont est de nature davantage critique qu’historique, comme le montre Du visage au cinéma (1992) qui part du grand partage cinéma muet/cinéma parlant pour l’excéder, et chercher comment l’une des puissances les plus notables de l’art du film, le gros plan, a transformé la notion même de portrait.
De manière plus générale, il s’agissait de cerner cette puissance d’image du cinéma, et de donner sens à la métaphore « le film pense » (À quoi pensent les films, 1996). Cette préoccupation se retrouve dans de nombreux articles, dont une sélection significative est rassemblée dans Matière d’images (2005, 2007) : les images sont des outils pour penser, en même temps que des manifestations particulières d’une capacité humaine d’informer la matière ; cette matière, lorsqu’elle est visuelle, a une puissance propre qui nourrit et distingue sa propension à la pensée. Aumont publia d’autres ouvrages sur l’esthétique et le visuel (L’Esthétique au présent, 2000 ; L’Attrait de la lumière, 2010 ; Le Montreur d’ombre, 2011). Parmi ceux-ci, un texte singulier (Amnésies, 1999), qui fut le premier à se consacrer aux Histoire(s) du cinéma de Jean-Luc Godard, et réaffirme, matière en mains, ses convictions sur la force pensante des images.
Plus récemment, Aumont a consacré plusieurs textes à un retour approfondi au pendant conceptuel de la figuration : la fiction. Ses études de la fiction en cinéma (Limites de la fiction, 2014, L’interprétation des films, 2017, Fictions filmiques, 2018) ont pour particularité de ne jamais oublier que fiction et figure ont la même étymologie : la fiction n’existe en cinéma qu’à la condition de se manifester dans une certaine matière d’image, et au bénéfice de certaines puissances d’image.
Outre ses publications de recherche, Aumont a continué son activité critique, dans des revues telles Trafic, art press ou Débordements, et, durant de nombreuses années, au comité de rédaction des revues Cinémathèque et Cinéma, dont le programme était de marier l’histoire, l’esthétique et la critique

## Récompenses et distinctions
- Ordre des Palmes Académiques (chevalier, 2002; officier, 2008)
- Lauréat du Prix Balzan 2019 («Études cinématographiques»)

## Publications
- Montage Eisenstein, Albatros, 1979.
- Esthétique du film (avec Alain Bergala, Michel Marie, Marc Vernet), Nathan, 1982, rééd. revue et augmentée, Armand Colin, 2016.
- L'Analyse des films  (avec Michel Marie), Nathan, 1988, réed. entièrement refondue, Armand Colin, 2015.
- L’Œil interminable, Paris, Librairie Séguier, 1989, rééd. revue et augmentée, La différence 2007.
- L’Image, Paris, Nathan, 1990 ; Armand Colin, 2011.
- Du visage au cinéma, Éd. de l'Étoile, 1992.
- « Vampyr » de Carl-Th Dreyer, collection Long métrage, éditions Yellow Now, 1993.
- Introduction à la couleur : des discours aux images, Armand Colin, 1994.
- À quoi pensent les films, Séguier, 1997.
- De l'esthétique au présent, Bruxelles-Paris, De Boeck et Larcier, 1998.
- Amnésies. Fictions du cinéma d’après Jean-Luc Godard, POL, 1999.
- Dictionnaire théorique et critique du cinéma (avec Michel Marie), Nathan, 2001, réed. revue et augmentée 2016.
- Les Théories des cinéastes, Nathan, 2002, rééd. Armand Colin, 2015.
- Ingmar Bergman, mes films sont l’explication de mes images, Cahiers du cinéma / Éditions de l'Étoile, 2003.
- Matières d'images, Éditions Images Modernes, 2005.
- Le Cinéma et la mise en scène, Armand Colin 2006; rééd., 2010.
- Moderne ? (Comment le cinéma est devenu le plus singulier des arts), Cahiers du cinéma, 2007.
- Matière d'images, redux (édition revue et augmentée), La Différence, 2009
- «Notre-Dame des Turcs» de Carmelo Bene, Aléas, 2010
- L'Attrait de la lumière, Éditions Yellow Now, 2010
- Le Montreur d'ombre, Vrin, 2012.
- Que reste-t-il du cinéma, Vrin, coll. Philosophie et cinéma, 2013.
- Limites de la fiction. Considérations actuelles sur l’état du cinéma, Bayard, 2014.
- Le montage, « la seule invention du cinéma », Vrin, 2015.
- L’Attrait de l’oubli, Yellow Now, 2017.
- L’Interprétation des films, Armand Colin, 2017.
- Deux fois deux / Hélas pour moi / GODARD / Nouvelle Vague, Bordeaux, 202 éditions, janvier 2018.
- Fictions filmiques. Comment (et pourquoi) le cinéma raconte des histoires, Vrin, 2018.
- L'attrait de l'illusion, Yellow Now, 2018.
- Doublures du visibles. Voir et ne pas voir en cinéma, Presses universitaires du Septentrion, 2021.
- Comment pensent les films. Apologie du filmique, Mimesis, 2021.
- Mes universités. Roman. Marest éditeur, 2022.
- Tarkovski Solaris 1972. Voyage au bout de soi-même, 202 éditions, octobre 2023.